# 塞沃尔
塞沃尔是位于英格蘭北柴郡沃靈頓郊区的一個城市。